# Chen Xiaoxin
Pour les articles homonymes, voir Chen.
Dans ce nom chinois, le nom de famille, Chen, précède le nom personnel.
Chen Xiaoxin (chinois : 陈晓欣 / pinyin : Chén Xiǎoxīn), née le 24 avril 1998 à Nanning, est une joueuse de badminton chinoise professionnelle. 

## Biographie
Née en 1998, Chen Xiaoxin participe aux Championnats du monde junior de badminton de 2014 (en), elle remporte la médaille d'argent à l'épreuve mixte. Elle remporte sa première médaille d'or en parcours professionnel à l'Open de Suisse Grand Prix Gold 2017 (en) contre Chen Yufei.
En date du 27 avril 2021, elle était 34e mondiale en simple dames avec un score de 38 320 points pour 12 tournois.

## Palmarès

### BWF Super Series
À l'édition 2019 des Masters de Chine, à Fuzhou, elle perd en première ronde contre Nozomi Okuhara.

### BWF World Tour
Au SaarLorLux Open de SaarLorLux Open 2018 (en), elle termine deuxième contre Cai Yanyan (en) au simple dames et gagne 2 850 $ (USD).
- SaarLorLux Open 2018 (en) - Simple dames

### BWF Grand Prix
Au Grand Prix de la fédération mondiale de badminton, elle remporte la médaille d'or à l'Open de Macao de 2016 au simple dames contre Chen Yufei. L'année suivante, elle gagne la médaille d'argent à l'Open de Suisse contre Chen Yufei.
- Open de Suisse Grand Prix Gold 2017 (en) - Simple dames
- Open de Macau Grand Prix Gold 2016 (en) - Simple dames